# Sigmar Schollak
Sigmar Schollak (* 2. Mai 1930 in Berlin; † 21. Mai 2012 ebenda) war ein deutscher Schriftsteller, Aphoristiker und Journalist. Er gründete 1992 den Autorenkreis der Bundesrepublik und war bis 1997 dessen Vorsitzender.

## Leben
Der Umstand, dass sein Vater jüdischen Glaubens war und Zwangsarbeit leisten musste, während ein Großteil seiner Familie ins KZ abgeholt wurde, hinterließen tiefe Spuren, die sein späteres Schaffen prägten. Auch, die Tatsache, dass er in der Fabrikaktion mit 14 Jahren abgeholt werden sollte aber zum Glück zu spät nach Hause kam. Geschützt wurde er durch die sogenannte Mischehe seiner Eltern.
Noch während des Zweiten Weltkriegs begann Schollak 1944 eine Lehre in der Bekleidungsindustrie, brach diese jedoch 1945 ab, um Musikunterricht zu nehmen. Nach dem Krieg vervollständigte er seine Ausbildung durch den Besuch eines Konservatoriums und der Musikhochschule Berlin-Charlottenburg. Anschließend arbeitete er bis 1960 als Musiker in Orchestern, bis die (zunächst nebenberuflich ausgeübte) Tätigkeit als Feuilleton-Journalist und Autor zum Hauptberuf wurde.
Bereits Anfang der 50er-Jahre kritisierte sein Vater, dass die Wahlen in der DDR nicht frei sind. Infolgedessen wurde ihm der Status des „Opfer des Faschismus“ aberkannt und Inhaftierung angedroht, so dass die Eltern in den Westteil Berlins flüchteten.
Aufgrund der politischen Verfolgung und der Flucht seiner Eltern nach West-Berlin wurde Schollak nicht zum Literaturstudium zugelassen und gab 1961 nach dem Bau der Berliner Mauer seine Tätigkeit als Journalist auf. Nachdem der Abdruck zweier Manuskripte durch das Kulturministerium der DDR abgelehnt worden war, wurde Schollak Kinderbuchautor und verlegte bis 1980 beim Kinderbuchverlag Berlin.

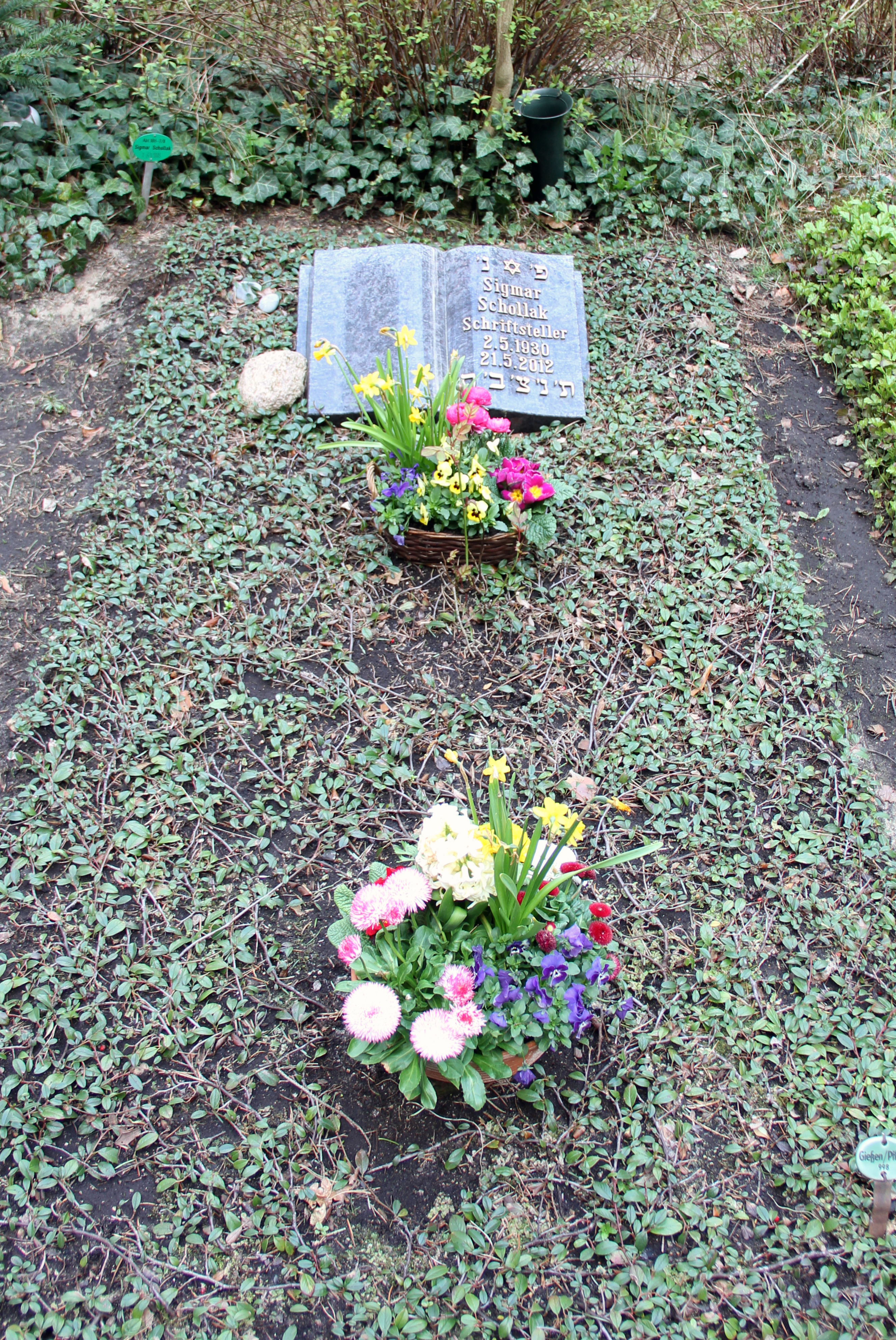
Grab von Sigmar Schollak auf dem Friedhof Heerstraße in Berlin-Westend

Er und seine Frau, Gylfe Schollak, protestierten 1976 gegen die Ausbürgerung Wolf Biermanns und Schollak stimmte 1979 als einer von Wenigen gegen den Ausschluss vieler Schriftsteller beim Kongress des Schriftstellerverbandes der DDR. Eine weitere Arbeit in der DDR war für ihn nicht mehr tragbar und er stellte 1980 einen Ausreiseantrag für sich und seine Familie. Diesem Antrag würde nur entsprochen wenn er sein Kind in der DDR ließe, so dass es bis August 1982 dauerte bis diesem Antrag nach einem Artikel in der BZ in Westberlin ("Das Geiselkind") stattgegeben wurde.
Noch im selben Jahr erhielt er ein einjähriges Stipendium des Deutschen Literaturfonds in Darmstadt. In der Folgezeit entstanden mehrere Bücher, in denen Schollak seinem Hang zur Satire endlich nachkommen konnte. Weiterhin verfasste er Aphorismen, Hörspiele und Rundfunkbeiträge für den Sender RIAS Berlin und viele andere deutschen Rundfunkstationen. 1989 wurde Schollak ein weiteres einjähriges Stipendium der Stiftung Preußische Seehandlung in Berlin gewährt.
Sigmar Schollak war der Begründer des Autorenkreises der Bundesrepublik und bis 1997 auch dessen Vorsitzender sowie Mitinitiator des Hans-Sahl-Preises. Ziel des Autorenkreises war es, Autoren eine gebündelte, hörbare Stimme zu geben, um Einfluss auf das politische wie gesellschaftliche Leben nehmen zu können.
Ab 2008 war er Mitglied des P.E.N.-Zentrums deutschsprachiger Autoren im Ausland.
Die F.A.Z. schrieb über ihn: "Literatur für Feinschmecker".
Schollak war zweimal verheiratet und war Vater zweier erwachsener Kinder. Bis zuletzt lebte und arbeitete er in Berlin.
Sigmar Schollak starb, knapp drei Wochen nach seinem 82. Geburtstag, am 21. Mai 2012 in Berlin. Die Beisetzung fand am 31. Mai 2012 auf dem landeseigenen Friedhof Heerstraße in Berlin-Westend statt. Grablage: 18-H-7/8.

## Literarisches Werk
In den 50er Jahren erschienen von Schollak viele feuilletonistischen und satirischen Zeitungsartikel. Seine ersten Bücher erschienen ab 1969.
Sein bekanntestes Werk war das 1978 in erster Auflage beim Kinderbuchverlag in der Reihe "Der kleine Trompeter" erschienene Buch "Das Mädchen aus Harrys Straße". Die Geschichte über das zufällige Zusammentreffen eines deutschen 10-jährigen Jungen (Harry) mit einem gleichaltrigen Mädchen (Miriam), welches den Judenstern trug und mit der er als "der Feindin" nicht reden durfte. Wie wird der Junge, im Widerspruch zwischen Rassenpropaganda und Erlebtem, reagieren. Was konnte er tun? Das Buch ist eine einfühlsame, nicht gewalttätige Einführung für Kinder ab 10 Jahren in das Thema Holocaust bzw. Ausgrenzung im Allgemeinen.
Das Buch erschien parallel in der DDR und der Bundesrepublik Deutschland und war in beiden Ländern sowie Österreich Schullektüre. Es folgten über die Jahrzehnte viele deutsche Neuauflagen sowie ein holländische (Het meisje uit Harry's straat). 2024 wurde das Buch wieder neu aufgelegt und unterstützt von der Beate + Hartmut Schaefers Stiftung wurden 15.000 Bücher an Berliner und Bremer Grundschulen verteilt.
Die anderen noch in der DDR erschienenen Bücher beschäftigten sich Anfang der 1970er-Jahre u. a. mit den Rassenunruhen in den USA, und der 1833 von Robert Schumann ins Leben gerufenen Künstlerkreis der Davidsbündler.
Nach seiner Ankunft im Westen wurden seine Bücher teils autobiografischer und beschäftigten sich u. a. mit der Übersiedlung und dem Leben danach. Auch sein 1995 erschienener Roman "Kallosch" beschäftigte sich ausführlich und rückblickend mit seiner in großen Teil ausgelöschten Familie in Deutschland ab 1933. 1997 und 2007 erschienen zwei Aphorismus-Bände. Seine Aphorismen sind bis heute vielfach im Netz zu finden.
2015 erschien posthum das Buch Narrenreise. Die Geschichte des US-Amerikaners John Randow, der 1945 als Befreier nach Berlin kam und Jahrzehnte später wieder in diese Stadt reist, um die verhasste Mauer zumindest in symbolträchtigen Aktionen ins Wanken zu bringen.
Schollaks Sammlung liegt in der Akademie der Künste in Berlin.

## Werke
- Mord in Detroit, Kinderbuchverlag, Berlin 1969
- Der Davidsbündler, Kinderbuchverlag, Berlin 1971
- Enkel der Sklaven, Kinderbuchverlag, Berlin 1971
- Der Gejagte, Kinderbuchverlag, Berlin 1972
- Getötete Angst, Kinderbuchverlag, Berlin 1973, mit vielen s/w Fotos aus der US-Bürgerrechtsbewegung in Mississippi
- Sturm auf Harpers Ferry, Kinderbuchverlag, Berlin 1975
- Thaddäus und der verhexte Tag, Kinderbuchverlag, Berlin 1976
- Das Mädchen aus Harrys Straße, Kinderbuchverlag, Berlin 1978, 1980 Elefanten Press, 1983 Zwijsen, 1992 Elefanten Press, 2011 Donat-Verlag mit einem Vorwort von Ralph Giordano, 2024 Donat-Verlag Bremen 2024 Mit Illustrationen von Anna Schilling
- Der Neue aus der 106, Kinderbuchverlag, Berlin 1980
- Des Teufels Fest, Berliner Handpresse, 1982
- Ausflug in Paradiese. Prosa. Arani, 1989
- Kallosch. Roman, Weidler, 1995
- Tätowierungen, Aphorismen, ebd. 1997
- Der Kuss, ein Lippenbekenntnis, Aphorismen. Donat-Verlag, Bremen 2007
- Narrenreise, Mitteldeutscher Verlag, Halle (Saale) 2015